# Südmüritz

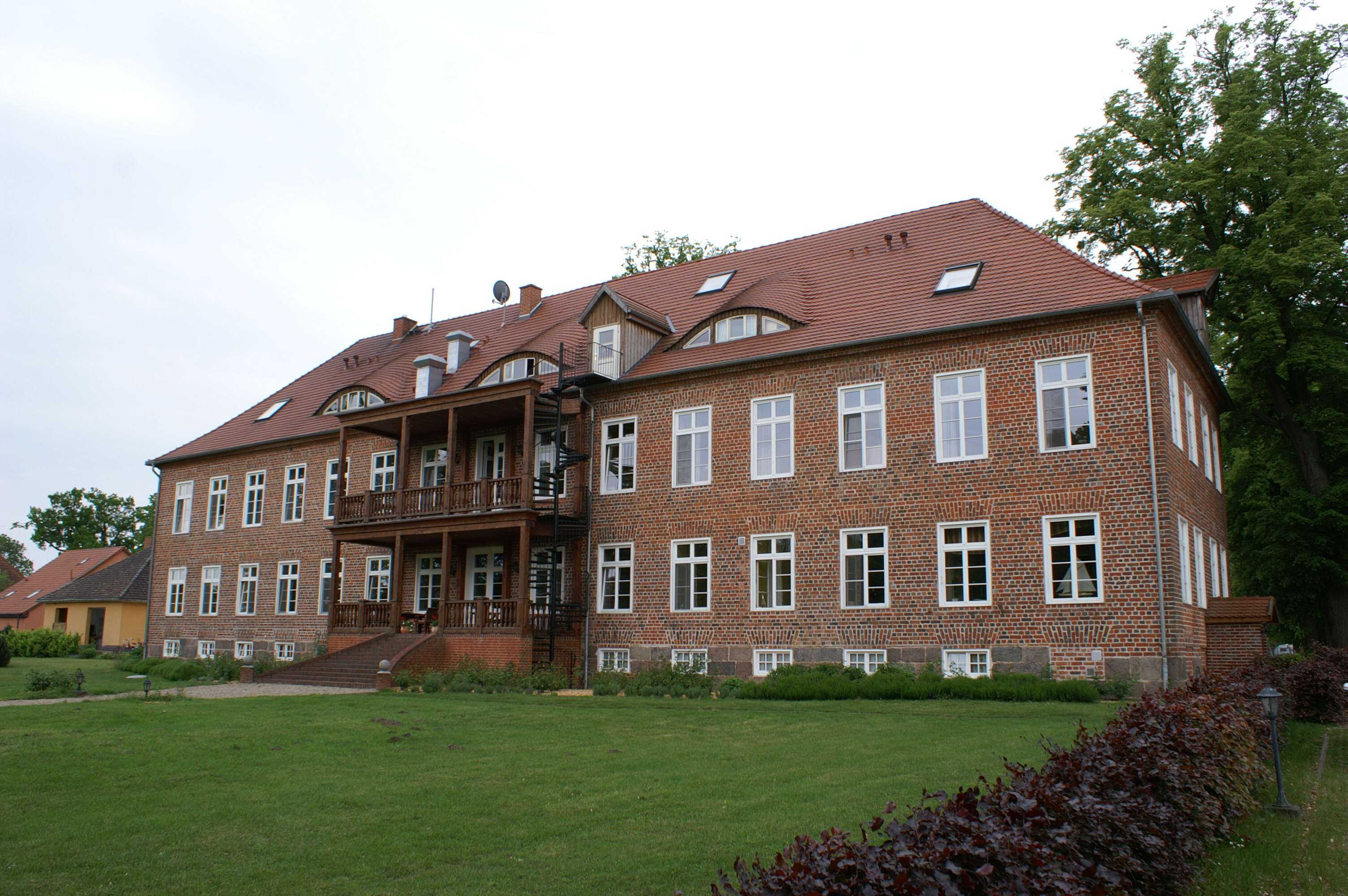
Casa senhorial em Ludorf

Südmüritz é um município da Alemanha, situado no distrito de Mecklenburgische Seenplatte, no estado de Mecklemburgo-Pomerânia Ocidental. Tem 68,61 km² de área, e sua população em 2019 foi estimada em 892 habitantes.
Foi criado em 26 de maio de 2019, a partir da fusão dos antigos municípios de Ludorf e Vipperow.